# Culicoides parascopus
Culicoides parascopus är en tvåvingeart som beskrevs av Wirth och Blanton 1978. Culicoides parascopus ingår i släktet Culicoides och familjen svidknott. Inga underarter finns listade i Catalogue of Life.